# Сезар (кінопремія, 2015)
40-а церемонія вручення нагород премії «Сезар» за заслуги в царині французького кінематографа за 2014 рік відбулася 20 лютого 2015 року в театрі «Шатле» (Париж, Франція). Оголошення номінантів і презентація офіційного постера відбулися на прес-конференції 28 січня 2015 року.
Церемонія транслювалася у прямому ефірі на каналі Canal+ і проходила під головуванням комедійного актора і режисера Дені Буна. Її ведучим утретє виступив актор Едуар Баер. Почесний «Сезар» було вручено американському акторові Шону Пенну.

## Статистика
Фільми, що одержали декілька номінацій.
| Фільм | Номінації |
| --- | --------- |
| • «Святий Лоран. Страсті великого кутюр'є» | 10        |
| • «Винищувачі» | 9         |
| • «Тімбукту» | 8         |
| • «Гіппократ» / «Ів Сен-Лоран» | 7         |
| • «Сім'я Бельє» / «Зільс-Марія» | 6         |
| • «Дівоцтво» | 4         |
| • «Хлопчики зі Сходу» / «Красуня і чудовисько» | 3         |
| • «Дипломатія» / «Наступного разу я стрілятиму в серце» / «Нова подружка» / «Два дні, одна ніч» / «Не його стиль» / «Обожнювана» / «Лулу — гола жінка» / «Хай благословить Аллах Францію» / «Я дихаю» / «Фіделіо або Одіссея Аліси» / «Люди і птахи» / «Тусовщиця» / «Француз» | 2         |

## Список лауреатів та номінантів

### Основні категорії
• Переможців виділено окремим кольором.
| Категорії                                    | Лауреати та номінанти | Лауреати та номінанти |                                                       |
| -------------------------------------------- | --- | --- | ----------------------------------------------------- |
| Найкращий фільм                              | • Тімбукту / Timbuktu / Le Chagrin des oiseaux (продюсери: Сільві Піала (Дантон), Етьєн Комар; режисер: Абдеррахман Сіссако)                   | • Тімбукту / Timbuktu / Le Chagrin des oiseaux (продюсери: Сільві Піала (Дантон), Етьєн Комар; режисер: Абдеррахман Сіссако) |                                                       |
| Найкращий фільм                              | • Винищувачі (продюсер: П'єр Гюйяр; режисер: Тома Кайє)                                                                                        | |                                                       |
| Найкращий фільм                              | • Хлопчики зі Сходу / Eastern Boys (продюсери: Г'ю Шарбонно, Марі-Анж Люсьяні; режисер: Робен Кампійо)                                         | |                                                       |
| Найкращий фільм                              | • Сім'я Бельє / La Famille Bélier (продюсери: Ерік Єхельманн, Філіпп Руссле, Стефані Берманн; режисер: Ерік Лартіґо)                           | |                                                       |
| Найкращий фільм                              | • Гіппократ (продюсери: Аньєс Валлі, Еммануель Барро; режисер: Тома Лілті)                                                                     | |                                                       |
| Найкращий фільм                              | • Святий Лоран. Страсті великого кутюр'є / Saint Laurent (продюсери: Ерік Альтмаєр, Ніколя Альтмаєр, Крістоф Ламбер; режисер: Бертран Бонелло) | |                                                       |
| Найкращий фільм                              | • Зільс-Марія / Sils Maria (продюсер: Шарль Жилібер; режисер: Олів'є Ассаяс)                                                                   | |                                                       |
| Найкраща режисура                            | | • Абдеррахман Сіссако за фільм «Тімбукту»                                                                                    | • Абдеррахман Сіссако за фільм «Тімбукту»             |
| Найкраща режисура                            | • Селін Ск'ямма — «Дівоцтво» | |                                                       |
| Найкраща режисура                            | • Тома Кайє — «Винищувачі» | |                                                       |
| Найкраща режисура                            | • Робен Кампійо — «Хлопчики зі Сходу» | |                                                       |
| Найкраща режисура                            | • Тома Лілті — «Гіппократ» | |                                                       |
| Найкраща режисура                            | • Бертран Бонелло — «Святий Лоран. Страсті великого кутюр'є»                                                                                   | |                                                       |
| Найкраща режисура                            | • Олів'є Ассаяс — «Зільс-Марія» | |                                                       |
| Найкраща чоловіча роль                       | | • П'єр Ніне — «Ів Сен-Лоран» (за роль Іва Сен-Лорана)                                                                        | • П'єр Ніне — «Ів Сен-Лоран» (за роль Іва Сен-Лорана) |
| Найкраща чоловіча роль                       | • Нільс Ареструп — «Дипломатія» (за роль Дітріха фон Хольтіца)                                                                                 | |                                                       |
| Найкраща чоловіча роль                       | • Гійом Кане — «Наступного разу я стрілятиму в серце» (за роль Франка Нюхарта)                                                                 | |                                                       |
| Найкраща чоловіча роль                       | • Франсуа Дам'єн — «Сім'я Бельє» (за роль Родольфа Бельє)                                                                                      | |                                                       |
| Найкраща чоловіча роль                       | • Ромен Дюріс — «Нова подружка» (за роль Давида/Вірджинії)                                                                                     | |                                                       |
| Найкраща чоловіча роль                       | • Венсан Лакост — «Гіппократ» (за роль Бенжаміна Бароа)                                                                                        | |                                                       |
| Найкраща чоловіча роль                       | • Гаспар Ульєль — «Святий Лоран. Страсті великого кутюр'є» (за роль Іва Сен-Лорана)                                                            | |                                                       |
| Найкраща жіноча роль                         | | • Адель Енель — «Винищувачі» (за роль Маделін Больє)                                                                         | • Адель Енель — «Винищувачі» (за роль Маделін Больє)  |
| Найкраща жіноча роль                         | • Жюльєт Бінош — «Зільс-Марія» (за роль Марії Ендерс)                                                                                          | |                                                       |
| Найкраща жіноча роль                         | • Маріон Котіяр — «Два дні, одна ніч» (за роль Сандри)                                                                                         | |                                                       |
| Найкраща жіноча роль                         | • Катрін Деньов — «Жінка у дворі» (за роль Матильди)                                                                                           | |                                                       |
| Найкраща жіноча роль                         | • Емілі Дек'єнн — «Не його стиль» (за роль Дженніфер)                                                                                          | |                                                       |
| Найкраща жіноча роль                         | • Сандрін Кіберлен — «Обожнювана» (за роль Мюріель Баєн)                                                                                       | |                                                       |
| Найкраща жіноча роль                         | • Карін Віар — «Сім'я Бельє» (за роль Жіжі Бельє)                                                                                              | |                                                       |
| Найкраща чоловіча роль другого плану         | | • Реда Катеб — «Гіппократ» (за роль Абделя)                                                                                  | • Реда Катеб — «Гіппократ» (за роль Абделя)           |
| Найкраща чоловіча роль другого плану         | • Ерік Ельмоніно — «Сім'я Бельє» (за роль Фаб'єна Томассона)                                                                                   | |                                                       |
| Найкраща чоловіча роль другого плану         | • Гійом Гальєнн — «Ів Сен-Лоран» (за роль П'єра Берже)                                                                                         | |                                                       |
| Найкраща чоловіча роль другого плану         | • Луї Гаррель — «Святий Лоран. Страсті великого кутюр'є» (за роль Жака де Баше)                                                                | |                                                       |
| Найкраща чоловіча роль другого плану         | • Жеремі Реньє — «Святий Лоран. Страсті великого кутюр'є» (за роль П'єра Берже)                                                                | |                                                       |
| Найкраща жіноча роль другого плану           | | • Крістен Стюарт — «Зільс-Марія» (за роль Валентини)                                                                         | • Крістен Стюарт — «Зільс-Марія» (за роль Валентини)  |
| Найкраща жіноча роль другого плану           | • Маріанн Денікур — «Гіппократ» (за роль Денорманді)                                                                                           | |                                                       |
| Найкраща жіноча роль другого плану           | • Клоді Жансак — «Лулу — гола жінка» (за роль Марти)                                                                                           | |                                                       |
| Найкраща жіноча роль другого плану           | • Ізія Іжлен — «Самба» (за роль Маню) | |                                                       |
| Найкраща жіноча роль другого плану           | • Шарлотта Лебон — «Ів Сен-Лоран» (за роль Вікторії Дотрелю)                                                                                   | |                                                       |
| Найперспективніший актор                     | • Кевін Азіз — «Винищувачі» | • Кевін Азіз — «Винищувачі»                                                                                                  |                                                       |
| Найперспективніший актор                     | • Ахмед Драме — «Les Héritiers» | |                                                       |
| Найперспективніший актор                     | • Кирило Ємельянов — «Хлопчики зі Сходу» | |                                                       |
| Найперспективніший актор                     | • П'єр Рошфор — «Він пішов в неділю» | |                                                       |
| Найперспективніший актор                     | • Марк Зінга — «Хай благословить Аллах Францію»                                                                                                | |                                                       |
| Найперспективніша акторка                    | • Луан Емера — «Сім'я Бельє» | • Луан Емера — «Сім'я Бельє»                                                                                                 |                                                       |
| Найперспективніша акторка                    | • Лу де Лааж — «Я дихаю») (за роль Сари) | |                                                       |
| Найперспективніша акторка                    | • Жозефін Джепі — «Я дихаю» (за роль Шарлі) | |                                                       |
| Найперспективніша акторка                    | • Аріана Лабед — «Фіделіо або Одіссея Аліси»                                                                                                   | |                                                       |
| Найперспективніша акторка                    | • Каріджа Туре — «Дівоцтво» | |                                                       |
| Найкращий оригінальний сценарій              | • Абдеррахман Сіссако, Кессен Талль — «Тімбукту»                                                                                               | • Абдеррахман Сіссако, Кессен Талль — «Тімбукту»                                                                             |                                                       |
| Найкращий оригінальний сценарій              | • Тома Кайє, Клод Ле Папе — «Винищувачі» | |                                                       |
| Найкращий оригінальний сценарій              | • Вікторія Бедос, Станіслас Карре де Мальбер, Ерік Лартіґо, Тома Бідеґен — «Сім'я Бельє»                                                       | |                                                       |
| Найкращий оригінальний сценарій              | • Тома Лілті, Байя Касмі, Жульєн Лілті, П'єр Шоссон — «Гіппократ»                                                                              | |                                                       |
| Найкращий оригінальний сценарій              | • Олів'є Ассаяс — «Зільс-Марія» | |                                                       |
| Найкращий адаптований сценарій               | • Сиріль Желі (Cyril Gély), Фолькер Шльондорф — «Дипломатія»                                                                                   | • Сиріль Желі (Cyril Gély), Фолькер Шльондорф — «Дипломатія»                                                                 |                                                       |
| Найкращий адаптований сценарій               | • Матьє Амальрік, Стефані Клео — «Синя кімната»                                                                                                | |                                                       |
| Найкращий адаптований сценарій               | • Сольвейг Анспах, Жан-Люк Гаже — «Лулу — гола жінка»                                                                                          | |                                                       |
| Найкращий адаптований сценарій               | • Люка Бельво — «Не його стиль» | |                                                       |
| Найкращий адаптований сценарій               | • Седрік Анже — «Наступного разу я стрілятиму в серце»                                                                                         | |                                                       |
| Найкраща музика до фільму                    | • Амін Бухафа — «Тімбукту» | • Амін Бухафа — «Тімбукту»                                                                                                   |                                                       |
| Найкраща музика до фільму                    | • Жан-Баптист Де Лобьє — «Дівоцтво» | |                                                       |
| Найкраща музика до фільму                    | • Беатріс Тірьє — «Люди та птахи» | |                                                       |
| Найкраща музика до фільму                    | • Філіпп Дее, Ліонель Флер, Бенуа Ролт — «Винищувачі»                                                                                          | |                                                       |
| Найкраща музика до фільму                    | • Ібрагім Маалуф — «Ів Сен-Лоран» | |                                                       |
| Найкращий монтаж                             | • Надія Бен Рашид — «Тімбукту» | • Надія Бен Рашид — «Тімбукту»                                                                                               |                                                       |
| Найкращий монтаж                             | • Ліліан Корбей — «Винищувачі» | |                                                       |
| Найкращий монтаж                             | • Крістел Девінтер — «Гіппократ» | |                                                       |
| Найкращий монтаж                             | • Фрідерік Беєеш — «Тусівниця» | |                                                       |
| Найкращий монтаж                             | • Фабріс Руа — «Святий Лоран. Страсті великого кутюр'є»                                                                                        | |                                                       |
| Найкраща робота оператора                    | • Софіан Ель Фані — «Тімбукту» | • Софіан Ель Фані — «Тімбукту»                                                                                               |                                                       |
| Найкраща робота оператора                    | • Крістоф Бокарн — «Красуня і чудовисько» | |                                                       |
| Найкраща робота оператора                    | • Жозі Дешайє — «Святий Лоран. Страсті великого кутюр'є»                                                                                       | |                                                       |
| Найкраща робота оператора                    | • Йорік Ле Со — «Зільс-Марія» | |                                                       |
| Найкраща робота оператора                    | • Томас Хардмеєр — «Ів Сен-Лоран» | |                                                       |
| Найкращі декорації                           | • Тьєррі Фламан — «Красуня і чудовисько» | • Тьєррі Фламан — «Красуня і чудовисько»                                                                                     |                                                       |
| Найкращі декорації                           | • Жан-Філіпп Моро — «Француз» | |                                                       |
| Найкращі декорації                           | • Катя Вишкоп — «Святий Лоран. Страсті великого кутюр'є»                                                                                       | |                                                       |
| Найкращі декорації                           | • Себастьян Біршле — «Тімбукту» | |                                                       |
| Найкращі декорації                           | • Алін Бонетто — «Ів Сен-Лоран» | |                                                       |
| Найкращі костюми                             | • Анаїс Ромон — «Святий Лоран. Страсті великого кутюр'є»                                                                                       | • Анаїс Ромон — «Святий Лоран. Страсті великого кутюр'є»                                                                     |                                                       |
| Найкращі костюми                             | • П'єр-Ів Геро — «Красуня і чудовисько» | |                                                       |
| Найкращі костюми                             | • Карін Сарфаті — «Француз» | |                                                       |
| Найкращі костюми                             | • Паскалін Шаванн — «Нова подружка» | |                                                       |
| Найкращі костюми                             | • Мадлін Фонтен — «Ів Сен-Лоран» | |                                                       |
| Найкращий звук                               | • Філіпп Вельш, Роман Дімні, Тьєррі Делор — «Тімбукту»                                                                                         | • Філіпп Вельш, Роман Дімні, Тьєррі Делор — «Тімбукту»                                                                       |                                                       |
| Найкращий звук                               | • П'єр Андре, Даніель Собріно — «Дівоцтво» | |                                                       |
| Найкращий звук                               | • Жан-Жак Ферран, Ніколя Моро, Жан-П'єр Лафорс — «Люди і птахи»                                                                                | |                                                       |
| Найкращий звук                               | • Жан-Люк Оді, Гійом Бушату, Нільс Барлетта — «Винищувачі»                                                                                     | |                                                       |
| Найкращий звук                               | • Ніколя Кантен, Ніколя Моро, Жан-П'єр Лафорс — «Святий Лоран. Страсті великого кутюр'є»                                                       | |                                                       |
| Найкращий дебютний фільм                     | • Винищувачі (режисер: Тома Кайє) | • Винищувачі (режисер: Тома Кайє)                                                                                            |                                                       |
| Найкращий дебютний фільм                     | • Обожнювана (режисер: Жанна Еррі) | |                                                       |
| Найкращий дебютний фільм                     | • Фіделіо або Одіссея Аліси (режисер: Люсі Борлето)                                                                                            | |                                                       |
| Найкращий дебютний фільм                     | • Тусовщиця (режисери: Марі Амашукелі, Клер Бюргер, Самюель Тейс)                                                                              | |                                                       |
| Найкращий дебютний фільм                     | • Хай благословить Аллах Францію (режисер: Абд аль-Малік)                                                                                      | |                                                       |
| Найкращий повнометражний анімаційний фільм   | • Комашки. Пригода в Долині мурах (реж. Тома Сабо, Хелен Жиро)                                                                                 | • Комашки. Пригода в Долині мурах (реж. Тома Сабо, Хелен Жиро)                                                               |                                                       |
| Найкращий повнометражний анімаційний фільм   | • Пісня моря (реж. Томм Мур) | |                                                       |
| Найкращий повнометражний анімаційний фільм   | • Джек і Механіка серця (реж. Матіас Мальзьє, Стефан Берла)                                                                                    | |                                                       |
| Найкращий короткометражний анімаційний фільм | • Les Petits Cailloux (реж. Хлоя Мазло) | • Les Petits Cailloux (реж. Хлоя Мазло)                                                                                      |                                                       |
| Найкращий короткометражний анімаційний фільм | • Bang Bang! (реж. Жульєн Бісаро) | |                                                       |
| Найкращий короткометражний анімаційний фільм | • Panique au village: la bûche de Noël (реж. Венсан Патар, Стефані Об'є)                                                                       | |                                                       |
| Найкращий короткометражний анімаційний фільм | • Маленька каструлька Анатоля (реж. Ерік Моншо)                                                                                                | |                                                       |
| Найкращий документальний фільм               | • Сіль Землі / The Salt of the Earth (реж. Вім Вендерс, Джуліано Рібейро Сальгадо, продюсер: Давид Розьє)                                      | • Сіль Землі / The Salt of the Earth (реж. Вім Вендерс, Джуліано Рібейро Сальгадо, продюсер: Давид Розьє)                    |                                                       |
| Найкращий документальний фільм               | • Карикатуристи / Caricaturistes, fantassins de la démocratie (реж. Стефані Валлоатто, продюсери: Раду Міхайляну, Сиріл Блан)                  | |                                                       |
| Найкращий документальний фільм               | • Les Chèvres de ma mère (реж. Софи Одір, продюсери: Анн-Сесіль Бертомо, Едуар Моріат)                                                         | |                                                       |
| Найкращий документальний фільм               | • La Cour de Babel (реж. Жулі Бертучеллі, продюсери: Яель Фогель, Летиція Гонзалез, Ерік Лажес)                                                | |                                                       |
| Найкращий документальний фільм               | • Національна галерея / National Gallery (реж. Фредерік Вайсман, продюсер: П'єр-Олив'є Барде)                                                  | |                                                       |
| Найкращий короткометражний фільм             | • Жінка з Ріо / La femme de Rio (реж. Емма Лукіні, Ніколя Рей)                                                                                 | • Жінка з Ріо / La femme de Rio (реж. Емма Лукіні, Ніколя Рей)                                                               |                                                       |
| Найкращий короткометражний фільм             | • Aïssa (реж. Клеман Трехі-Лаланн) | |                                                       |
| Найкращий короткометражний фільм             | • Inupiluk (реж. Себастьєн Бетбедер) | |                                                       |
| Найкращий короткометражний фільм             | • Les Jours d'avant (реж. Карім Мусаві) | |                                                       |
| Найкращий короткометражний фільм             | • Où je mets ma pudeur (реж. Себастьєн Байлі)                                                                                                  | |                                                       |
| Найкращий короткометражний фільм             | • Поїздка до Панами / La virée à Paname (реж. Карін Мей, Хакім Зуані)                                                                          | |                                                       |
| Найкращий іноземний фільм                    | Канада • Мамочка (Канада, реж. Ксав'є Долан)                                                                                                   | Канада • Мамочка (Канада, реж. Ксав'є Долан)                                                                                 |                                                       |
| Найкращий іноземний фільм                    | США • 12 років рабства (США, реж. Стів Макквін)                                                                                                | |                                                       |
| Найкращий іноземний фільм                    | США • Юність (США, реж. Річард Лінклейтер) | |                                                       |
| Найкращий іноземний фільм                    | Бельгія • Два дні, одна ніч (Бельгія, реж. Жан-П'єр Дарденн, Люк Дарденн)                                                                      | |                                                       |
| Найкращий іноземний фільм                    | Польща • Іда (Польща, реж. Павел Павліковський)                                                                                                | |                                                       |
| Найкращий іноземний фільм                    | США • Готель «Гранд Будапешт» (США, реж. Уес Андерсон)                                                                                         | |                                                       |
| Найкращий іноземний фільм                    | Туреччина • Зимова сплячка (Туреччина, реж. Нурі Більге Джейлан)                                                                               | |                                                       |

### Спеціальна нагорода
| Почесний «Сезар» |  | • Шон Пенн |